# Postupel
Postupel (ukr. Поступель) – wieś na Ukrainie w rejonie kowelskim, w obwodzie wołyńskim. 
Wieś królewska Postupla położona była w pierwszej połowie XVII wieku w starostwie niegrodowym ratneńskim w ziemi chełmskiej. W II Rzeczypospolitej miejscowość wchodziła w skład gminy wiejskiej Górniki w powiecie kowelskim województwa wołyńskiego. Przed II wojną światową w niewielkiej odległości na północ od wsi leżał chutor Wyrobki.
Do 2020 w rejonie ratnieńskim.